# Gay

La "bandiera arcobaleno" (o "bandiera gay").

Gay è un termine di origine inglese, sinonimo di omosessuale.

## Origine della parola

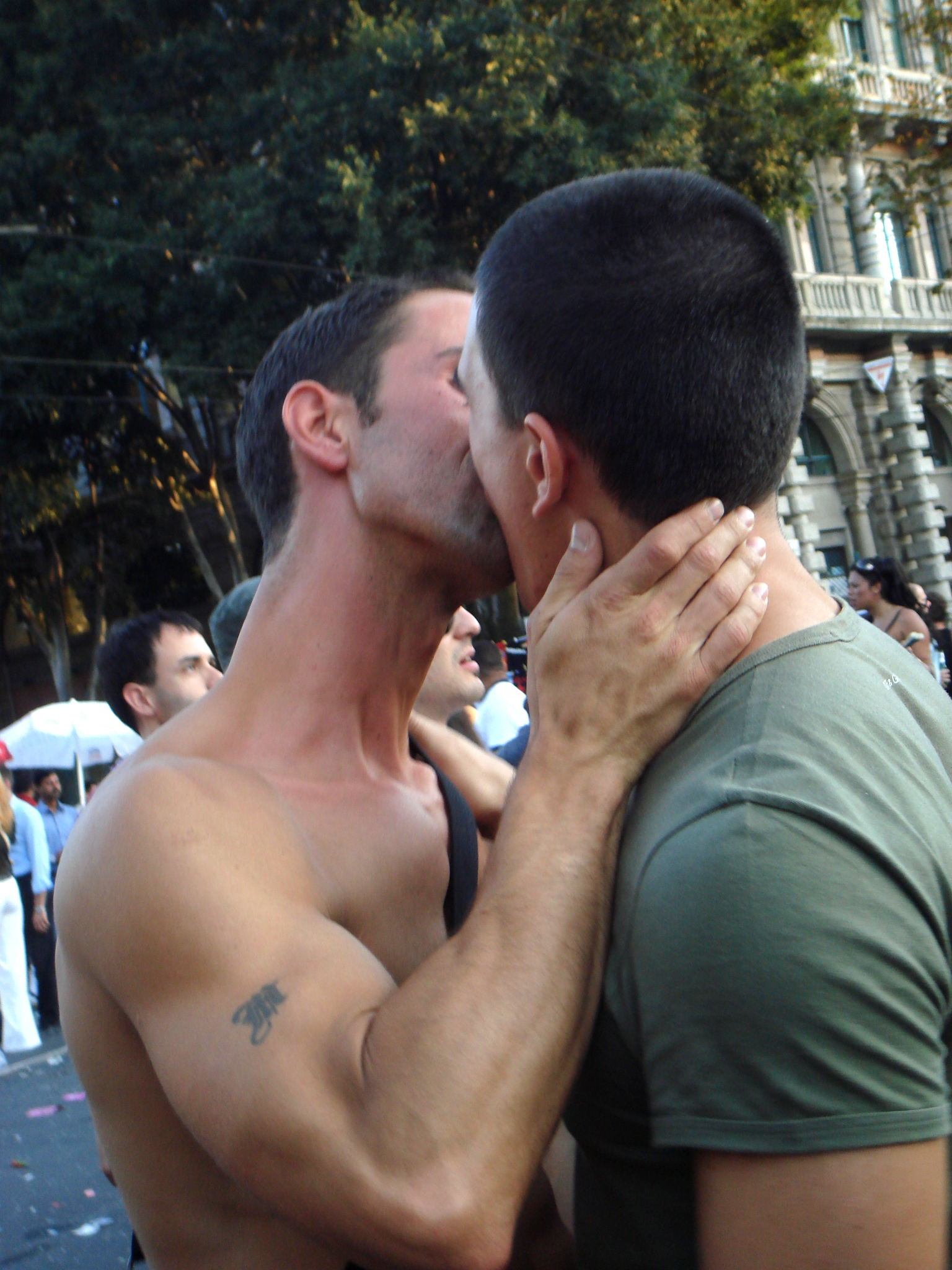
Una coppia di ragazzi gay si bacia al Gay pride di Milano del 2007.

La radice di questa parola è quella dell'antico occitano gai (parola di origine germanica), "allegro", "gaio", "che dà gioia" (come "lo gai saber", "la gaia scienza", che per i trovatori è la scienza d'Amore), che attraverso il francese passò in inglese come gay. In questa lingua la parola acquisì nel Settecento il senso di "dissoluto", "anticonformista" (come in "allegro compare").
Il significato peggiorò nell'Ottocento, fino a voler dire "lussurioso", "depravato". Ecco perché, nell'Inghilterra dell'Ottocento, una gay woman era "una donnina allegra" cioè una prostituta, mentre una gay house (letteralmente "casa allegra") era un bordello. La connotazione omosessuale della parola, in questa fase, non era ancora presente.
La connotazione dell'omosessualità si ha solo nell'inglese parlato negli USA, prima del 1920, anno dal quale iniziano a moltiplicarsi le attestazioni dell'uso del termine gay col significato di omosessuale (riferito ai soli uomini, e non senza un beffardo parallelo con la gay woman), nel gergo della sottocultura statunitense, in cui oggi viene usato anche il sinonimo faggot, considerato però con un'accezione molto volgare.
Negli anni trenta il termine "gay" era già compreso dalla massa dei parlanti americani col senso di "omosessuale": lo rivela un film del 1938, Susanna!, nel quale l'attore Cary Grant è sorpreso, per un malinteso comico, in vesti femminili. A chi gli chiede il perché, risponde stizzito: "Because I just went gay all of a sudden!", "Perché sono appena diventato gay tutto d'un tratto!".
Il "grande salto" nell'uso di questo termine avvenne comunque solo nel 1969, con la nascita negli USA del nuovo movimento di liberazione omosessuale.
I nuovi militanti rifiutarono i termini usati fin lì, come omosessuale e soprattutto omofilo. Non volendo più essere definiti con le parole usate dagli eterosessuali, spesso ingiuriose, la comunità omosessuale scelse di auto-definirsi (come già avevano fatto i neri, che avevano rifiutato nigger preferendogli black) usando un termine del loro stesso gergo, cioè appunto gay. Era nato il Gay Liberation Front (GLF).
Sull'esempio americano, gay si diffuse nel mondo ovunque esistesse un movimento di liberazione omosessuale.
La diffusione in Italia di questa parola attraverso il movimento di liberazione gay, dal quale passò al linguaggio generale, data dal 1969-1971. Non senza qualche protesta iniziale in Piemonte, dove sono diffusi i cognomi, di origine provenzale, "Gay" e "Gai". Similmente, in lingua inglese decadde l'uso dei nomi propri Gay e Gaylord, fino ad allora piuttosto comuni. Si noti che negli anni settanta in Italia il movimento lesbico-separatista italiano scelse la parola lesbica come preferibile al generico (e "maschile") "gay".
Dal significato originario di "omosessuale orgoglioso e militante" (contrapposto all'"omosessuale" vecchio stile) oggi gay è passato a indicare semplicemente la persona omosessuale in quanto tale, indipendentemente dalle sue idee politiche.

## Etimologia popolare
Negli Stati Uniti d'America il termine gay è stato utilizzato anche quale acronimo inverso delle parole Good As You ("buono/valido quanto te").
Nel corso della seconda metà del XX Secolo il movimento omosessuale, per motivi identitari, ha utilizzato l'acronimo come slogan nelle proprie manifestazioni e, da allora, si è diffusa la convinzione che l'origine della parola provenisse proprio da good as you, divenendo in tal modo una paretimologia.
In Italia, questa sigla è stata utilizzata come titolo d'uno spettacolo teatrale, oltre che di una trasmissione televisiva settimanale romana dedicata soprattutto ad un pubblico gay. Dalla piece teatrale è stato tratto anche il film Good As You - Tutti i colori dell'amore, diretto da Mariano Lamberti.

## Evoluzione del termine e del concetto
L'uso di gay come sinonimo di omosessuale ha sottoposto questa parola alla stessa usura che in Italia ha trasformato alcuni eufemismi come "finocchio" o "invertito" in insulti, ed oggi "gay" nei Paesi esteri viene usato anche come insulto.
Negli Stati Uniti tale slittamento semantico è stato particolarmente accentuato, al punto che "gay" è diventato sinonimo colloquiale di lame, boring, bad, cioè di "mediocre", "noioso", "brutto", "schifoso/cattivo": «Il film che ho visto ieri sera was so gay», cioè "era noioso".  Quest'uso gergale è talmente comune che spesso è applicato a prescindere dal significato della parola, con esiti anche comici: "My computer is acting gay", "Il mio computer funziona male" (ma letteralmente: "Si comporta da gay").
Alcuni esempi di tale scivolamento di significato possono essere considerati gli Anal Cunt, un gruppo musicale grindcore non gay, i quali in numerosi titoli delle loro canzoni insultano come "gay" tutti coloro o tutto ciò che non amano (da Bill Gates, alla ceramica, fino ai loro fans), oppure Frank Zappa, di cui nel 1997 fu pubblicata una canzone satirica intitolata appunto He's So Gay, ma anche altri generi musicali presentano simili riferimenti.
In Italia il termine "gay" invece non ha assunto altri significati e continua a essere sinonimo di "omosessuale", senza avere di per sé particolari connotazioni negative.